# Bún ốc
Bún ốc là một đặc sản ẩm thực của người Hà Nội. Bún ốc có thể ăn nóng, chấm hoặc chan. Bún ốc nguội ăn chấm phù hợp vào mùa hè.

## Giới thiệu
Không ai biết bún ốc có từ bao giờ, nhưng có điều chính xác rằng đó là một món thuần Việt nhất trong các món ăn thuần Việt. Bún ốc xuất xứ từ một vùng quê nào đó, rồi theo bước chân của những người dân tản cư lên kinh thành Thăng Long mà thành đặc sản.
Người Hà Nội thường chọn những con ốc nhỏ hơn và dai hơn so với những loại ốc nước ngọt khác (thường là ốc mít). Để làm một bát bún ngon, không thể thiếu những con ốc béo và tươi, không ngâm trong nước vo gạo quá lâu. Họ chọn loại bún tốt ngon có sợi mỏng và trong. Bún ốc không chỉ có nước dùng, ốc và đậu phụ là những thành phần cơ bản mà còn gồm nhiều loại rau sống kèm.
Mắm tôm và ớt là tùy chọn, mặc dù những người theo chủ nghĩa thuần túy như nhà văn Vũ Bằng vẫn khăng khăng thêm những thứ đó để có hương vị đậm đà hơn. Trong tác phẩm Món ngon Hà Nội ông có nhận định 
"Đó là một thứ quà, có thể bảo là đã đạt được tới cái đích nghệ thuật ăn ngon của người Hà Nội. Ờ, ta cứ thử ngồi mà nghĩ thì có thứ quà gì lại lạ lùng đến như thế bao giờ? Chỉ mới trông thấy người đàn bà gánh hàng đi qua trước mắt, ấy thế mà ta đã bắt thèm rồi, bao nhiêu thóa tuyến đều như muốn làm loạn, không ngớt tăng cường nước miếng của ta..."
Bún ốc Tây Hồ được biết đến từ lâu đã thành thương hiệu. Theo các bậc cao niên trong xóm Quảng Khánh (phường Quảng An, quận Tây Hồ) là nhờ vào những con ốc chất lượng được vớt từ Hồ Tây. Ốc phải thật béo và không được ngâm quá lâu. Bún được chọn từ làng Phú Đô ở huyện Từ Liêm, bởi lẽ sợi bún rất nhỏ, săn, không nhão và khi chan nước vẫn dai và dẻo mà lại không nát. Ngoài ra bún ốc ở làng Khương Thượng cũng khá nổi tiếng.

## Chế biến
Nguyên tắc đầu tiên khi chọn các loại ốc nói chung là phải chọn ốc sống. Ốc mua về thường chưa thể ăn ngay, nên ngâm ốc qua đêm để nhả hết nhớt và chất bẩn ra nước ngâm dưới dạng vụn nhầy.
Ốc được luộc lên sau đó khều lấy thịt ốc, đem vào xào săn cùng mỡ và gia vị, nước mắm, mì chính. Nước ốc làm nước dùng chan bún sau khi đã được ninh sôi, cho thêm cà chua và các gia vị đặc trưng của món nước dùng bún ốc. Trong nước dùng chan bún ốc có thêm xương ống (lợn) ninh cùng để nước thêm ngọt.